# The King Will Come
The King Will Come je koncertní album od rockové skupiny Wishbone Ash.

## Seznam stop
1. "Rest in Peace"
2. "King Will Come"
3. "Half Past Love"
4. "Rock 'n' Roll Widow"
5. "Time Was"
6. "Ballad of the Beacon"
7. "Warrior"
8. "Throw Down the Sword"
9. "Blowin' Free"
10. "Doctor"